# Апное
Апно́е (грец. απνοια — відсутність дихання) — тимчасове припинення дихальних рухів, зумовлене гальмуванням дихального центру, розміщеного в довгастому мозку, найчастіше — внаслідок посиленої вентиляції легень (після посиленого довільного або штучного дихання). Це призводить до збідніння крові на вуглекислоту, яка подразнює дихальний центр. Апное можуть спричинити також збудження чутливих нервових закінчень легень, кровоносних судин, шкіри тощо.
Апное як симптом може наставати за деяких хвороб. Наприклад, зупинка дихання трапляється внаслідок нападів у хворих на бронхіальну астму. Також буває синдром обструктивного апное сну, що викликається провисанням верхніх дихальних шляхів. Цей вид апное зазвичай трапляється у людей, які хропуть уві сні.
Апное припиняється в разі відновлення нормального вмісту вуглекислоти, а також за нестачі кисню у крові.
Для лікування обструктивного апное уві сні застосовують CPAP-терапію.